# ۱۷۷۵ (میلادی)
۱۷۷۵ (میلادی) هزار و هفتصد و هفتاد و پنجمین سال تقویم میلادی است.

## رویدادها
- فتح بصره به دست سپاهیان کریم خان زند

## زادگان
- فورکوش بویویی، ریاضی‌دان
- ۲۰ ژانویه – آندره-ماری آمپر، فیزیک‌دان، ریاضی‌دان، و مهندس فرانسوی (د. ۱۸۳۶)
- ۲۷ ژانویه – فریدریش ویلهلم یوزف شلینگ، فیلسوف آلمانی (د. ۱۸۵۴)
- ۳۰ ژانویه – والتر سویج لندور، شاعر بریتانیایی (د. ۱۸۶۴)
- ۱۷ مارس – نینیان ادواردز، سیاست‌مدار و وکیل آمریکایی (د. ۱۸۳۳)
- ۹ ژوئن – گئورگ فریدریش گروتفند، زبان‌شناس آلمانی (د. ۱۸۵۳)
- ۱۰ ژوئن – جیمز باربر، سیاست‌مدار، وکیل، و دیپلمات آمریکایی (د. ۱۸۴۲)
- ۲۴ اکتبر – بهادرشاه (دوم)، شاعر هندی (د. ۱۸۶۲)
- ١۶ دسامبر - جین آستن نویسنده انگلیسی(د. ١٨١٧)